# Kan Masuda
Kan Masuda (増田, nacido en marzo del 1950 en la Prefectura de Nara, Japón) es un escultor japonés. 
Trabaja entre su país natal y España, donde reside desde 1976. Su prolífico trabajo artístico se encuadra dentro del arte contemporáneo y consiste en instalaciones y esculturas sonoras. Toda su obra es más conocida en su país natal, pero también ha gozado de reconocimiento en España y a nivel internacional.

## Biografía y obras
Kan Masuda nació en la Prefectura de Nara, Japón, en marzo de 1950. Se graduó en Bellas Artes en la Universidad de Osaka en 1972. Entre septiembre y octubre de 1973, Kan realizó su primera exposición llamada "Sculp tures Inhabitants of the road" en la que mostró 33 esculturas de madera. Empezó a trabajar en el campo de la escultura sonora en 1974. Masuda exhibe en la Art Expo de Nueva York, en la Art Fair de Chicago, en la Art Expo West de Los Ángeles, California y en la Galería de Tom Maddock y en FIAC, en París, Francia.
Kan participa en una exposición de escultura contemporánea en la Seo de Urgel. Comienza a investigar los campanarios de la Sagrada Familia en Barcelona, donde vive desde 1980. En 1982 realiza una exposición titulada Paisatge de So en la Fundación Joan Miró. En diciembre de 1983 realiza una exhibición sonora en el Templo de Sta. María del Mar en Barcelona, lugar en el que volvería a exponer en diciembre de 1990. En 1984 expone en la Galería Ueda de Tokio, Japón, lugar en el que volvería a exponer, también, en 1994. En 1985, la Generalidad de Cataluña presenta su "escultura-campana" a la Familia imperial japonesa. En 1986 realiza una exposición sonora llamada "Koreiju" en el Parque Yoyogi de Tokio, Japón. En ése mismo año, expone dicha obra también en el Museo de Arte de Takanawa en Karuizawa y en el Museo de Arte Contemporáneo de Hyōgo de Japón.
En 1989 expone en el Centro de Arte Contemporáneo (Casa de la Caridad) en Barcelona.
En 1993 participa en el "Close-up to Japan" en Lisboa en el Monasterio de los Jerónimos de Belém, exposición que fue apoyada por el Comité de Relaciones Públicas de Mitsui, Japón.
En 1995, Masuda participa en el "Iwanami International Sculpture Camp '95" donde muestra su obra "Cradle of Sound".
En 1996, muestra su obra "Genseirin" en el Museo de Arte e Historia de Ashiya.
En 1998, Kan Masuda muestra su monumento denominado "The Way Of Sound" (Oto no michi) en Tanabe, Wakayama.
En 1999 muestra su obra "Rising Sun Bell" (Campana del Sol Naciente) exhibida en el Museo de Arte Moderno de Wakayama. Esta obra fue premiada posteriormente por el Gobierno de Wakayama y fue instalada en el Parque de Tanabe en Wakayama.
En 2001 expuso en el Hotel Kawakyu de Wakayama y en el Hotel Otani en Yamaguchi.
Kan Masuda es un admirador de la obra de Gaudí y participó en una exposición en memoria de Gaudí, llevada a cabo por la Real Cátedra Gaudí en Barcelona.
Masuda comenzó un proyecto de escultura sonora entre 2013 y 2014 que duró varios años llamado Voz de Raíz, el cual tuvo lugar en Collserola y en Vallvidrera, el Tibidabo y les Planes de Sant Cugat del Vallès.
Kan se trasladó a Granada, España en 1976 y a Barcelona en 1980. Actualmente reside entre Japón y Barcelona.

### Premios y reconocimientos
En 1971 fue premiado en la Gran Exhibición Internacional de Escultura Contemporánea en el Museo Chokoku no mori de Hakone, Japón.
Fue premiado por la editorial española de arte Ibérico 2000 como uno de los 20 mejores artistas de arte contemporáneo en España en 1989.
En 2003 fue premiado con la Medalla de la Cultura por el Gobierno de la Prefectura de Wakayama.
En 2004 se realizó un documental televisivo en la televisión japonesa de Wakayama mostrando sus mejores obras.
Las obras de Kan Masuda también fueron mostradas por Televisión Española (TVE).